# Fort Frontenac

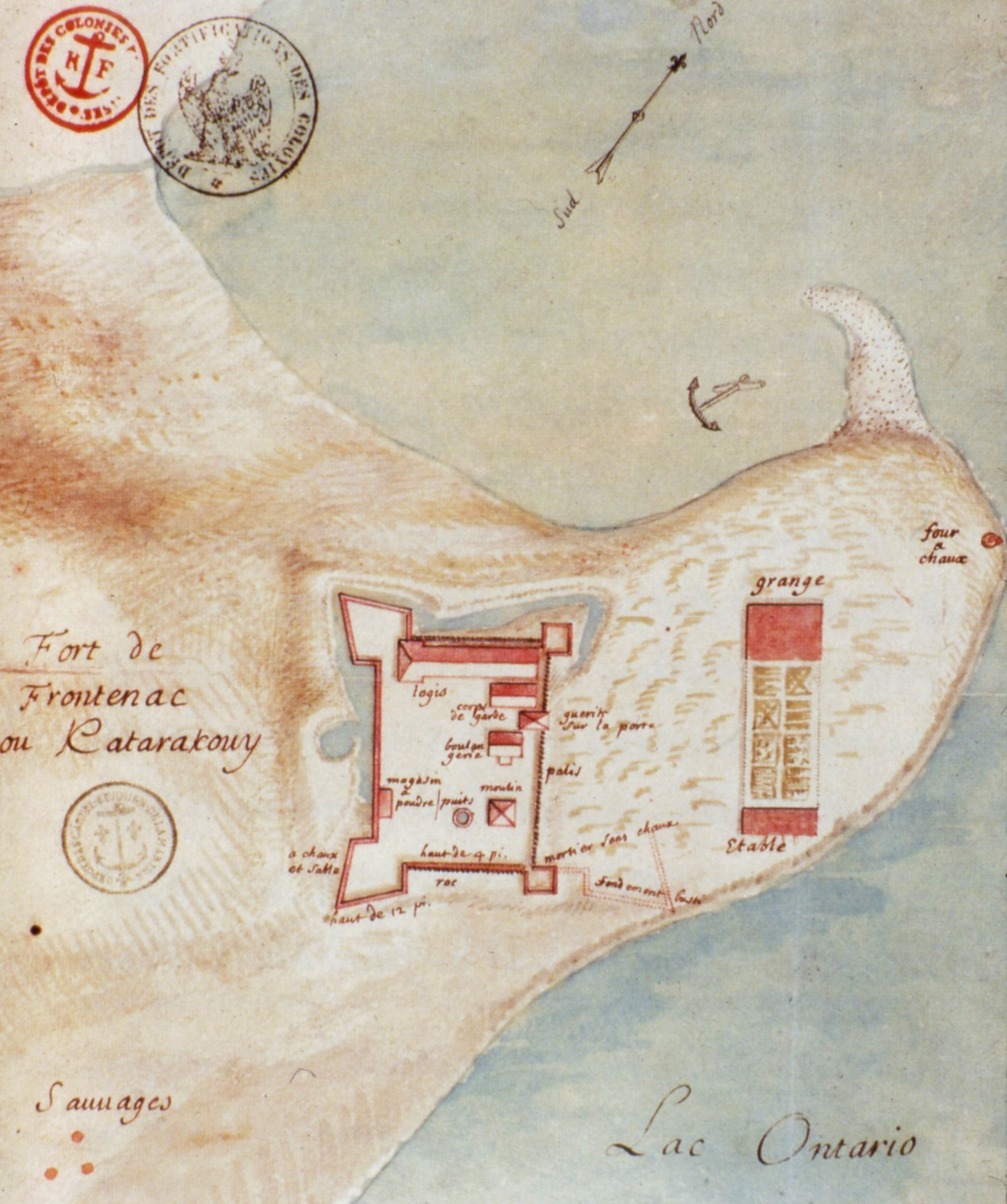
Karte von Fort Frontenac aus dem Jahr 1685

Fort Frontenac wurde am 12. Juli 1673 von Louis de Buade, comte de Frontenac, dem Gouverneur der französischen Kolonie Neufrankreich (Kanada) gegründet. Frontenac hatte sich zu Verhandlungen mit den Führern des Indianerbundes der Irokesen an der Mündung des Cataraqui River in den Ontariosee getroffen, um diese zum Handel mit den Franzosen zu ermuntern. Während der Verhandlungen errichteten Frontenacs Leute eine provisorische Befestigung mit einer Holzpalisade.
Der Bau des Forts zielte darauf ab, den Zugang zu den Großen  Seen und zu dem hochprofitablen Pelzhandel unter die Kontrolle Frankreichs zu bringen – und ihn den Engländern zu verwehren – sowie die Irokesen einzuschüchtern. Weiterhin hofften Frontenac und seine Partner auch auf persönlichen Profit. Seinem engsten Partner, Robert Cavelier de La Salle übergab Frontenac das Fort und die umgebenden Länder, reservierte aber für sich selbst das Recht, dort Handel zu treiben.
La Salle nutzte das Fort als Basis für seine Forschungsreisen in das Landesinnere. Um 1685 verwandelte sich die Palisadenanlage in eine rechteckige, steinerne Festung mit vier Bastionen an den Ecken und einem Komplex von Bauten im Inneren. Südwestlich der Festungsanlage entwickelte sich eine Ansiedlung mit verschiedenen Häusern, einer Kirche und einem Indianerdorf. La Salle nutzte Fort Frontenac jedoch nicht dauerhaft; ab 1682 hielt er sich nicht mehr dort auf und konzentrierte sich auf die Erforschung der Gebiete südlich der Großen Seen. Das Fort fiel in die Hand seiner Gläubiger, die nur an dem lukrativen Pelzhandel interessiert waren, und verfiel.
Der Ausbruch von Kämpfen mit den von den Briten unterstützten Irokesen, die mit dem Pfälzischen Erbfolgekrieg in Europa zusammenfielen, machte Fort Frontenac zum Ziel eines Angriffs der Indianer. Nach einer langen Belagerung, während der 93 Mann der Besatzung an Skorbut starben, evakuierten die Überlebenden das Fort 1689 und sprengten vor ihrem Abzug die Befestigungen.
Nach dem Ende des Krieges 1695 kam Frontenac jedoch mit 300 Soldaten, 160 Siedlern und 200 Indianern zurück, um das Fort zu restaurieren. In den nächsten 50 Jahren war Fort Frontenac Standort einer kleinen französischen Garnison, die jedoch an Bedeutung verlor, da auch der Pelzhandel immer unrentabler wurde. Während der Spannungen zwischen Briten und Franzosen in Nordamerika, die dem Siebenjährigen Krieg (1756–1763) bzw. dem Franzosen- und Indianerkrieg vorausgingen, vergrößerten die Franzosen die dort stationierten Truppen und bauten die Befestigungen aus. Die Bemühungen erwiesen sich aber als vergeblich. Im August 1758 griffen die Briten das Fort mit 3.000 Mann unter dem Kommando von Lieutenant-colonel John Bradstreet an und zwangen die 110 Verteidiger nach drei Tagen zur Kapitulation. Fort Frontenac wurde geplündert und aufgegeben.

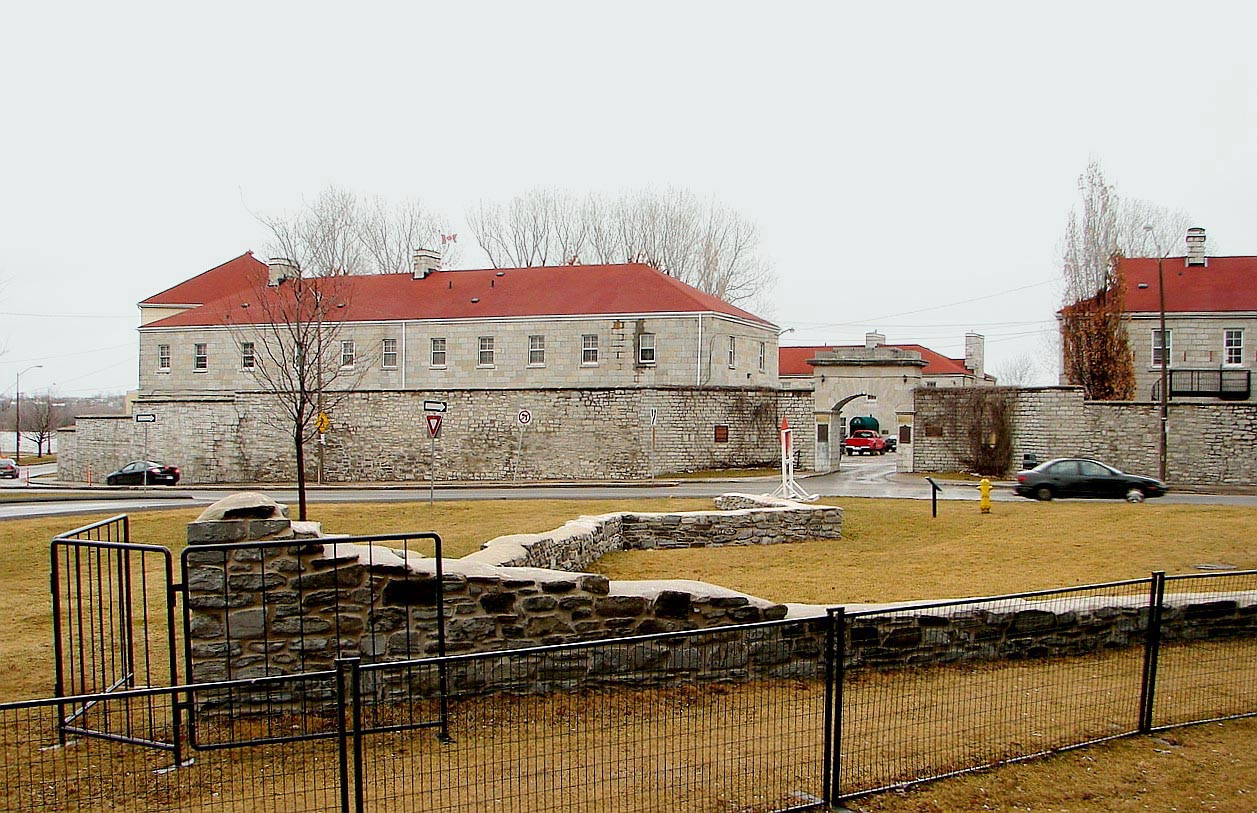
Überreste des alten Forts im Vordergrund, neues Fort im Hintergrund (2010)

Nachdem das Fort 25 Jahre lang öde gelegen hatte, wurde die militärische Bedeutung des Standorts neu entdeckt, nachdem die Briten ihre Positionen in den nun unabhängigen USA räumen mussten. 1783 wurden britische Truppen stationiert und die Stadt Kingston gegründet, in der sich aus den USA vertriebene Loyalisten ansiedelten. Bis zum Ende des zweiten britisch-amerikanischen Krieges von 1812 bis 1814 diente Fort Frontenac als wichtigster britischer Militärstützpunkt am östlichen Ende des Ontariosees. Auslöser dieses Krieges bildete das Bündnis zwischen Tecumseh (Häuptling der Shawnee und Einiger der westl. indianischen Stämme zu einer geschlossenen Abwehrfront), den loyalen englischen Kanadiern und der brit. Regierung gegen die amerikanischen Pioniere. Danach wurde das Fort aufgegeben, abgerissen und überbaut. Denn das Kriegsende bedeutete die Neutralisierung der Seenkette Great Lakes an der kanadisch-amerikanischen Grenze. Heute liegen die Reste des Forts, die 1923 zu einer National Historic Site erklärt wurden und die seit 1982 archäologisch untersucht werden, im Stadtgebiet von Kingston (Ontario).